# Ібрагім Маалуф
Ібрагім Маалуф (фр. Ibrahim Maalouf, араб. ابراهيم معلوف‎, нар. 5 листопада 1980 (44 роки) , Kafarakabd і Бейрут ) — французько-ліванський трубач і композитор. У своїй музиці поєднує західноєвропейську музичну практику з арабськими ладами, завдяки спеціально сконструйованій трубі, що має додатковий, чвертьтоновий клапан. Працює на перетині джазу, попу, хіп-хопу, шансону і електроніки.

## Життєпис
Батько музиканта Нассім Маалуф також грає на чвертьтоновій трубі, яку він розробив у співпраці з компанією Henri Selmer Paris, а матір — піаністка Нада Маалуф. Серед близьких родичів музиканта також письменник Амін Маалуф (його дядько) і музикознавець і журналіст Рушді Маалуф. У ранньому дитинстві музиканта їхня сім'я переїхала з Бейрута до Парижа через громадянську війну. У віці 7 років Ібрагім Маалуф почав навчатися гри на трубі й арабської музики у батька. Музикант згадує:
|  | Він навчав мене грати барокову й класичну музику, і в той же час він навчав мене грати арабську музику в старій традиційній манері, яку ми називаємо Тараб. Отже я виростав, навчаючись двох музичних культур одночасно. Вони не були окремими. Оригінальний текст (англ.) He taught me how to play Baroque music and classical music, and simultaneously, he was teaching me to play Arabic music in the old, traditional way, with what we call Tarab. So I grew up learning two musical cultures at the same time. It was not separate. |

Також з 9-річного віку Ібрагім виступав разом з батьком у його концертних турне, де вони виконували, серед іншого, твори Антоніо Вівальді, Генрі Перселла, Томазо Альбіноні. Завершивши ліцей Lycée d'Étampes в Ессонні (за спеціальністю математика), Ібрагім Маалуф навчався у Паризькій консерваторії. Стати на шлях професійного музикування його переконав Моріс Андре, у якого навчався також батько музиканта.
Свій перший альбом «Diasporas» музикант випустив у 2007 році. Станом на 2020 рік у доробку музиканта 15 альбомів та музика до 15 кінострічок. Окрім того Ібрагім Маалуф співпрацював, серед інших, зі Стінгом та Лхасою де Села.